# Ibn Sabʿīn

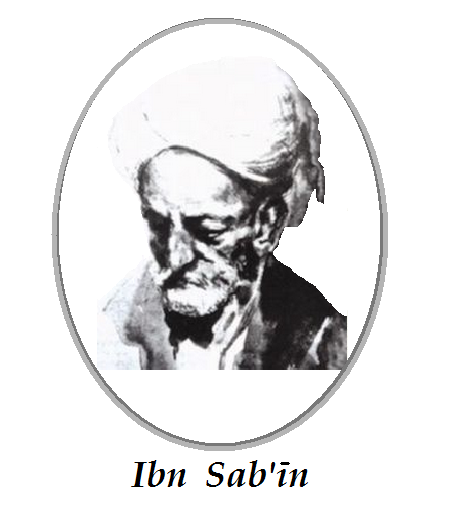
Ibn Sab'in

Muhammad ibn ʿAbd al-Haqq Ibn Sabʿīn (arabisch محمد بن عبد الحق بن سبعين, DMG Muḥammad ibn ʿAbd al-Ḥaqq Ibn Sabʿīn, * ca. 1217 in Murcia; † 1271 in Mekka) war ein arabischer Sufi Philosoph, Aristoteliker und Mystiker und war der letzte islamische Philosoph in Andalusien. Er selbst nannte sich Ibn Dāra. 
Als Sohn des Gouverneurs von Murcia, Ibrāhīm ibn Muḥammad ibn Naṣr, stammte er aus einer wohlhabenden und noblen marokkanischen Familie. Ibn Sab´in studierte unter anderem Arabisch, andalusische Literatur, Logik und Philosophie sowie Medizin und Alchemie. Mit dreißig Jahren musste er die Levante verlassen, wohl weil seine sufischen Ideen in der Stadt nicht gern gesehen wurden. Er siedelte nach Ceuta in Nordafrika um, wo er auch sein erstes und bekanntestes Werk schrieb. Als er dort der Heterodoxie beschuldigt wurde, da seine Lehre eine nicht-islamische Doktrin vertreten hatte, musste er ein zweites Mal ins Exil gehen und gelangte über Peñón de Vélez de la Gomera, Bejaia, Gabès und Kairo nach Mekka. In Bejaia war er der Lehrer des Mystikers und Poeten Al-Shustari.
Sein erstes Werk, das als das einführende Kompendium in die arabisch-islamische Philosophie Andalusiens gilt, beinhaltet Antworten auf die Sizilianischen Fragen (al-Masā'il al-Ṣiqilliyya) des Staufer-Kaisers Friedrich II. Er war auch bekannt für seine umfassenden Kenntnisse des Judentums, Christentums, Hinduismus und Zoroastrismus.
Eine zweisprachige Ausgabe Arabisch-Deutsch des Werks Die Sizilianischen Fragen ist in der ersten Serie der Herders Bibliothek der Philosophie des Mittelalters (Band 2) erschienen.

## Die Sizilianischen Fragen
Die 5 Fragen des Kaisers sind nicht überliefert, können aber aus den Antworten geschlossen werden.
- In der ersten Frage ging es um den aristotelischen Beweis für die Ewigkeit des Universums.
- In der zweiten ging es um den Zweck und die Voraussetzungen der Theologie für die Griechen und die Sufis.
- In der dritten ging es um die Anzahl und die Bedeutung der aristotelischen Kategorien.
- In der vierten ging es zum einen um die Unsterblichkeit der Seele und zum anderen um die Unterschiede der Theorien von Aristoteles und Alexander von Aphrodisias
- In der fünften ging es um einen Hadīth (arabisch حديث Hadīth, DMG ḥadīṯ ‚Erzählung, Bericht, Mitteilung, Überlieferung‘) von Mohammed oder einem seiner direkten Nachfolger: "Das Herz des Gläubigen liegt zwischen zwei Fingern des Barmherzigen"